# Люкс, Гари
Герхард «Гари» Люкс (нем. Gerhard «Gary» Lux, род. 26 января 1959 в Онтарио, Канада) — австрийский певец и композитор. Большая часть его музыкальной карьеры была связана с конкурсом песни «Евровидение», на котором он трижды принимал участие (не считая ещё трёх раз в качестве бэк-вокалиста).

## Биография
Родился в 1959 году в Онтарио; через некоторое время его родители вместе с ним переехали в Австрию.
Впервые принял участие на конкурсе песни Евровидение 1983 в составе временной музыкальной группы Westend. Уже через год он выступал сольно на Евровидении 1985 с песней «Kinder dieser Welt», а также в 1987 году с композицией «Nur noch Gefühl». Эти участия были отмечены с переменным успехом: восьмое в 1985 и двадцатое в 1987.
Также он трижды был бэк-вокалистом: на выступлениях Аниты Вагнер в 1984, Тони Вегаса в 1993 и Стеллы Джонс в 1995.
Как композитор дебютировал в 1991 году на очередном отборочном конкурсе Евровидение — его «Solitaire», исполненная группой Three Girl Madhouse, заняла второе место среди потенциальных участников.
Помимо большого числа синглов, музыкант выпустил к настоящему моменту два полноформатных альбома, записанных им в Лос-Анджелесе.
Имеет двух сыновей. Жена Марианна скончалась в апреле 2011 года после продолжительной болезни.

## Альбомы
- Dreidimensional
- City of Angels